# Греве (муніципалітет)
Греве (дан. Greve) — комуна у регіоні Зеландія королівства Данія. Адміністративний центр комуни — місто Греве Странн.

## Географія
Площа — 60.4 км². 

## Населення
У 2012 році населення муніципалітету становило 47 942 особи.